# آرثر سميثيلز
آرثر سميثيلز (بالإنجليزية: Arthur Smithells) كان كيميائيًا بريطانيًا وُلد في 24 مايو 1860 وتوفي في 24 فبراير 1939.

## السيرة
درس آرثر سميثيلز الكيمياء في جامعة لندن ومن ثم في جامعة ليبزغ بألمانيا. لاحقًا، عمل محاضرًا في الكيمياء في كلية أوينز (التي أصبحت جزءًا من جامعة مانشستر) ثم شغل منصب أستاذ الكيمياء في جامعة ليدز ابتداءً من عام 1892.
ركزت أبحاثه العلمية على لهب الاحتراق، وكتب العديد من الأوراق البحثية حول احتراق الهيدروكربونات والميكانيكا الكيميائية للاحتراق، مما أسهم في تطوير فهم أعمق لعلم الكيمياء الفيزيائية في هذا المجال.

## المساهمات والجوائز
عُيّن سميثيلز زميلًا في الجمعية الملكية البريطانية (FRS) عام 1901، كما مُنح وسام القديس ميخائيل والقديس جورج (CMG) تقديرًا لخدماته العلمية، لا سيما خلال الحرب العالمية الأولى، حين شارك في استشارات تتعلق بالأسلحة الكيميائية والدفاع المدني.

## الوفاة
توفي آرثر سميثيلز في 24 فبراير 1939 عن عمر ناهز 78 عامًا.